# 奧斯卡·加西亞
奥斯卡·加西亚·祖耶特（1973年4月26日—）是一名前西班牙足球運動員，司職進攻中場，退役後轉任教練，曾執教特拉維夫馬卡比、英冠球會白禮頓和屈福特、薩爾斯堡和西甲切爾塔等俱樂部。
作為球員時，加西亞是多才多藝的進攻選擇，可以擔任進攻中場或影子前锋。在他14年長的職業球員生涯中主要效力母會巴塞隆拿，具有一定的影響，亦曾為另外四支國內球隊上陣。加西亞在西甲的12個球季合共上陣169場及射入31球，除巴塞隆拿外，亦曾效力愛斯賓奴4個球季和阿爾巴塞特及華倫西亞各一個球季。

### 教練
2013年6月26日，加西亞加盟英冠球會擔任新設立的主教練一職。2014年5月12日，於附加賽準決賽被淘汰後，加西亞呈辭離隊。
2014年9月2日，加西亞接替（Giuseppe Sannino）掌管英冠球隊，但於9月29日因健康理由請辭，上任27天僅現場督師1場。

## 榮譽

### 球員時代
巴塞隆拿
- 歐洲盃賽冠軍盃：1996/97年；
- 歐洲超級盃：1992年、1997年；
- 西班牙甲級聯賽冠軍: 1992/93年、1993/94年、1997/98年、1998/99年；
- 國王盃：1996/97年、1997/98年；
- 西班牙超級盃：1992年、1996年；

華倫西亞
- 西班牙超級盃：1999年；

西班牙U-21
- 歐洲U-21足球錦標賽：
  - 亞軍: 1996年[5]；
  - 季軍：1994年；

### 教練時代
特拉維夫馬卡比
- 以色列超級聯賽冠軍：2012/13年；

薩爾斯堡紅牛
- 奧地利甲級聯賽冠軍：2015/16年、2016/17年
- 奧地利盃：2016年、2017年

## 外部連結
- BDFutbol profile（页面存档备份，存于）
- FC Barcelona profile （页面存档备份，存于）
- Óscar García – FIFA國際賽競賽紀錄 (存檔)